# Andrej Gyłybinow
Andrej Asenow Gyłybinow (bułg. Андрей Асенов Гълъбинов; ur. 27 listopada 1988 w Sofii) – bułgarski piłkarz grający na pozycji napastnika w Genoa CFC i reprezentacji Bułgarii.

## Biografia
Andrej Gyłybinow pochodzi z mocno usportowionej rodziny. Jego rodzice uprawiali siatkówkę (ojciec był nawet reprezentantem kraju), podobnie jak dziadek od strony ojca. Dziadkiem piłkarza od strony matki był zaś Jordan Filipow – były bramkarz reprezentacji Bułgarii w piłce nożnej.
W czasach juniorskich grał w CSKA Sofia, a kilkanaście miesięcy spędził także w Omonii Nikozja. Następnie wyjechał do Włoch, gdzie grał w klubach z Serie B lub niższych lig. Do Serie A trafił w 2017 roku, gdy Genoa CFC wykorzystała fakt, że wygasł jego kontrakt z Novarą.
Gyłybinow zadebiutował w Genoi 20 sierpnia 2017 w meczu pierwszej kolejki Serie A z US Sassuolo Calcio. Tydzień później Bułgar strzelił gola w przegranym 2:4 ligowym meczu z Juventusem. Gyłybinow najpierw wywalczył rzut karny, a następnie go wykorzystał.
W drużynie narodowej Gyłybinow występuje od 2014 roku. Zadebiutował w wygranym 2:1 towarzyskim spotkaniu z Białorusią 5 marca 2014. 23 maja tego samego roku strzelił pierwszego gola, gdy Bułgarzy zremisowali 1:1 z Kanadyjczykami.